# Szakoly
Szakoly är en ort i Ungern.   Den ligger i provinsen Szabolcs-Szatmár-Bereg, i den nordöstra delen av landet, 220 km öster om huvudstaden Budapest. Szakoly ligger 144 meter över havet och antalet invånare är 2 925.
Terrängen runt Szakoly är platt. Runt Szakoly är det ganska tätbefolkat, med 75 invånare per kvadratkilometer. Närmaste större samhälle är Nagykálló, 13,3 km norr om Szakoly. Omgivningarna runt Szakoly är en mosaik av jordbruksmark och naturlig växtlighet.